# Gustaf Eriksson (kyrkoherde)
Carl Gustaf Eriksson, född 23 april 1863 i Åre församling, Jämtlands län, död 3 april 1958 i Frösö församling, Jämtlands län var en svensk präst och författare.

## Biografi
Föräldrar var lantbrukaren Erik Johan Eriksson och Märta Carlsdotter Svedin. Han avlade prästexamen vid Uppsala universitet 1896 och blev 1913 kyrkoherde i Sunne församling i Jämtland. Därutöver var Eriksson verksam som författare i fosterländsk anda på både vers och prosa. Han återgav det jämtländska landskapets natur och även skeenden ur den svenska historien. Mycket av författarskapet var tillfällesdiktning.

### Skönlitteratur
- Dalaminnen : tjugofyra sonetter. Stockholm: Hellström. 1906. Libris 1495320
- Fjällstarr : dikter. Stockholm: Hellström. 1907. Libris 1495314
- Från norr och söder : strödda blad. Stockholm: förf. 1908. Libris 1495318
- Syner på Åreskutan. 1, Från förra seklets vår. Härnösand. 1910. Libris 1495334
- Vissna löf : minnesblad från Ytter-Lännäs. Hernösand. 1913. Libris 1632966
- Toner från Jämtlands fjäll. Uppsala: Appelbergs (distr.). 1928. Libris 1329556

### Varia
- Klockorna : föredrag vid ungdomsmötet på Löfberget i Brunflo den 25 Sept. 1910. Hernösand. 1910. Libris 2634600
- Afskedsord till nattvardsbarnen. Hernösand: Hernösandsposten. 1911. Libris 1632961
- För ungdomen : föredrag. Stockholm: Nord. boktr. 1911. Libris 1632962
- Nu : minnesord till nattvardsbarnen  : föredrag. Hernösand: Hernösandsposten. 1912. Libris 1632963
- Sådd och skörd : föredrag. Hernösand: Hernösandsposten. 1913. Libris 1632964
- Tal till nattvardsbarnen vid konfirmationen i Ytterlännäs kyrka 1913. Hernösand: Hernösandsposten. 1913. Libris 1632965
- På Duveds skans vid festen till karolinernas minne den 10 januari 1919 : minnen och tankar. Östersund. 1920. Libris 2634602
- Jämtland [Musiktryck] / ord av Gustaf Eriksson ; komponerad för en röst och piano av Josef Eriksson. 1923. Libris 19598508
- Gustaf II Adolf : minnestal i Fjellstedtska skolan den 6 nov. 1926. Östersund: Östersunds-Posten. 1926. Libris 1329546
- Granallén : föredrag vid konfirmationsmötet i Sunne kyrka den 14 augusti 1927. Östersund. 1927
- Hemmet : föredrag i Sunne kyrka under hemmets vecka den 12 februari 1928. Östersund. 1928. Libris 1329547
- Predikan i Sunne kyrka 5 söndagen i fastan 29/3 1936. Östersund: Östersunds-Posten. 1937. Libris 1363551
- Predikningar och minnestal. Östersund. 1943. Libris 1495347
- Allt för Sverige, Sverige för Kristus. [Östersund]. 1947. Libris 2634597
- Predikan i Bodsjö kyrka midsommardagen 1949. Östersund. 1949. Libris 2634601
- Är långfredagen lång som en jongkaramell?. [Östersund]. 1949. Libris 2634604
- Högmässa i Bodsjö kyrka juldagen 1949. Östersund. 1950. Libris 2634599
- Predikningar. Östersund: Östersunds-posten. 1952. Libris 1494113
- Påskbetraktelser : 1954. Östersund. 1954. Libris 2634603